# Valdepiélagos
Valdepiélagos è un comune spagnolo di 323 abitanti situato nella comunità autonoma di Madrid.